# Composizioni di Gustav Mahler

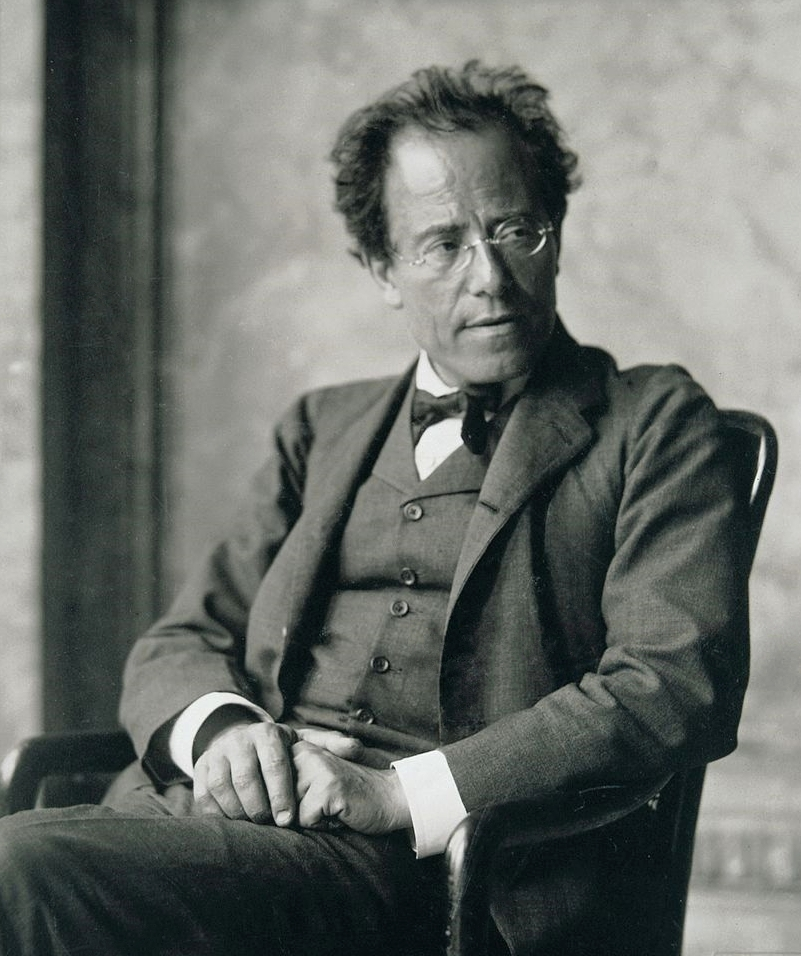
Gustav Mahler fotografato da Moritz Nähr nel 1907.

Le composizioni musicali di Gustav Mahler (Kaliště, 7 luglio 1860 – Vienna, 18 maggio 1911) sono quasi esclusivamente nella forma di canzone e sinfonia. In gioventù, il compositore aveva provato a scrivere opere liriche e composizioni strumentali di diverso genere, ma tutto ciò che rimane di questo primo periodo è il quartetto per pianoforte e archi, risalente al 1876-78 circa, di cui fu però completato solo il primo movimento.
Dal 1880 in poi, Mahler lavorò come direttore d'orchestra, per cui la sua attività di compositore dovette essere ridotta e accostata a numerosi concerti e rappresentazioni teatrali. Nonostante ciò, nei successivi tre decenni, Mahler compose nove sinfonie complete e abbozzi della decima, diversi cicli di lieder e molte altre canzoni accompagnate da orchestra o pianoforte. Le sinfonie di Gustav Mahler sono generalmente di vaste proporzioni e richiedono grandi sforzi di esecuzione. Per durata, in effetti, sono classificate tra le maggiori del repertorio classico.
Il musicologo Deryck Cooke ha raggruppato le composizioni di Mahler in fasi creative distinte, precedute da un periodo "giovanile". La prima opera completa sopravvissuta fino ad oggi è Das klagende Lied ("Il canto del lamento"), una cantata per solisti, coro e orchestra che fu completata da Mahler nel 1880, poco prima di ottenere il primo incarico come direttore. Secondo la cronologia di Cooke, il primo periodo creativo di Mahler si estende per vent'anni, fino al 1900, e include le sue prime quattro sinfonie, il suo primo ciclo di canzoni Lieder eines fahrenden Gesellen ("Canti di un giovane in viaggio") e altri lieder. Questo periodo comprende la cosiddetta fase Wunderhorn, dovuta alla scoperta, da parte del compositore, di un ciclo di poesie popolari tedesche raccolte da Achim von Arnim e Clemens Brentano e intitolate Des Knaben Wunderhorn ("Il corno magico del fanciullo"). Mahler musicò ventiquattro poesie della raccolta: tre furono inserite nelle sinfonie n. 2, 3 e 4; nove furono usati per creare i due volumi di Lieder und Gesänge e i rimanenti dodici furono raggruppati a formare un'altra raccolta, intitolata appunto Des Knaben Wunderhorn. Cooke colloca il "periodo intermedio" di Mahler tra il 1901 e il 1907, includendovi il trio di sinfonie strumentali (Quinta, Sesta e Settima), la colossale Ottava sinfonia e l'adattamento di alcune poesie di Friedrich Rückert, tra cui il ciclo Kindertotenlieder e i Rückert-Lieder. Il periodo finale comprende le ultime opere del compositore: Das Lied von der Erde ("Il canto della terra"), la Nona sinfonia e l'incompiuta Decima. Nessuna di queste ultime opere fu mai eseguita prima della morte del compositore.

## Sintesi delle opere sopravvissute

### Periodo giovanile
- 1876: Quartetto per pianoforte in la minore
- 1878–80: Das klagende Lied
- 1880: Tre lieder: "Im Lenz", "Winterlied", "Maitanz im Grünen"
- 1880–83: Lieder und Gesänge Vol. I (cinque lieder)
- 1885–86: Lieder eines fahrenden Gesellen (quattro lieder)
- 1884: Der Trompeter von Säckingen (ne rimane solo un movimento, Blumine, che fu incluso nelle prime versioni della Sinfonia n. 1)

### Periodo del Wunderhorn
- 1887–88: adattamento di Die Drei Pintos (Weber)
- 1887–90: Lieder und Gesänge Vol. II (4 lieder)
- 1887–90: Lieder und Gesänge Vol. III (5 lieder)
- 1888–96: Sinfonia n. 1 in Re maggiore
- 1888–94: Sinfonia n. 2 in Do minore
- 1892: "Das himmlische Leben" (lied inserito poi nella Sinfonia n. 4)
- 1892–1901: Des Knaben Wunderhorn (12 lieder)
- 1894–96: Sinfonia n. 3 in Re minore
- 1899–1901: Sinfonia n. 4 in Sol maggiore

### Periodo intermedio
- 1901–02: Rückert-Lieder (5 lieder)
- 1901–04: Kindertotenlieder (5 lieder)
- 1901–02: Sinfonia n. 5
- 1903–04: Sinfonia n. 6 in La minore
- 1904–05: Sinfonia n. 7
- 1906–07: Sinfonia n. 8 in Mi bemolle maggiore

### Periodo tardo
- 1908–09: Das Lied von der Erde
- 1909–10: Sinfonia n. 9
- 1910: Sinfonia n. 10 in Fa diesis maggiore (incompleta)

## Elenco cronologico completo
| Genere                            | Data di composizione | Titolo originale in tedesco | Titolo in italiano                                                                                                   | Strumentazione                                                                                     | Prima esecuzione | Dettagli | Note                        |
| --------------------------------- | -------------------- | --- | --- | -------------------------------------------------------------------------------------------------- | --- | --- | --------------------------- |
| Musica da camera                  | 1875–1876            | Sonate | Sonata | violino e pianoforte                                                                               | Iglau, 31 luglio e 12 settembre 1876, Mahler al pianoforte                                                           | perduta | [ 6 ] [ 7 ]                 |
| Opera                             | 1875–1878            | Herzog Ernst von Schwaben | Ernesto, duca di Svevia                                                                                              | voci e orchestra                                                                                   | mai eseguita | spartito e libretto (di Joseph Steiner) perduti | [ 6 ] [ 8 ]                 |
| Musica da camera                  | 1875–1878            | Klavierquintett | Quintetto per pianoforte                                                                                             | 2 violini, viola, violoncello e pianoforte                                                         | Conservatorio di Vienna, 11 luglio 1878, Mahler al pianoforte                                                        | perduto | [ 6 ] [ 7 ]                 |
| Musica da camera                  | 1876                 | Klavierquartett a-Moll | Quartetto per pianoforte in La minore (primo movimento)                                                              | violino, viola, violoncello e pianoforte                                                           | probabilmente al Conservatorio di Vienna il 10 luglio 1876                                                           | prima esecuzione pubblica verificata: New York, 12 febbraio 1964 | [ 6 ] [ 7 ]                 |
| Musica da camera                  | 1876–1878            | Klavierquartett g-Moll | Quartetto per pianoforte in Sol minore (frammenti dello scherzo)                                                     | violino, viola, violoncello e pianoforte                                                           | Francoforte (Radio), 10 marzo 1932; New York, 12 febbraio 1964                                                       | approssimativamente 36 battute | [ 1 ] [ 6 ] [ 7 ]           |
| Canzone                           | 1876–1879            | | (due frammenti di canzone)                                                                                           | | Copenaghen, 10 febbraio 1985 (postuma)                                                                               | identificati come adattamenti delle poesie "Weder Glück noch Stern" e "Im wunderschönen Monat Mai" di Heinrich Heine                                                          | [ 7 ]                       |
| Suite                             | 1877                 | Suite | | pianoforte                                                                                         | Conservatorio di Vienna, data sconosciuta                                                                            | perduta; probabilmente il brano fu premiato al conservatorio | [ 7 ] [ 9 ]                 |
| Sinfonia                          | 1877                 | (sconosciuto) | | orchestra                                                                                          | mai eseguita | perduta; provata al conservatorio da Joseph Hellmesberger e rifiutata | [ 7 ] [ 9 ]                 |
| Canzoni (raccolta)                | 1878–1880            | Das klagende Lied 1. "Waldmärchen" 2. "Der Spielmann" 3. "Hochzeitstück" | "Il canto del lamento"                                                                                               | soprano, contralto, tenore, coro e orchestra                                                       | Vienna, 17 febbraio 1901 (1º e 3º lied) Radio Brno, 8 novembre 1934 (versione completa)                              | testi di Mahler; presentato senza successo al Premio Beethoven 1881 | [ 1 ] [ 3 ] [ 10 ] [ 11 ]   |
| Opera                             | 1878–1880            | Die Argonauten | | voci e orchestra                                                                                   | mai eseguita | spartito e libretto (di Mahler e Steiner) perduti | [ 6 ]                       |
| Opera                             | 1879–1883            | Rübezahl | | voci e orchestra                                                                                   | mai eseguita | musica perduta, ma potrebbe essere stata parzialmente incorporata in Das Klagende Lied; libretto (di Mahler) custodito privatamente                                           | [ 3 ] [ 6 ]                 |
| Canzoni (raccolta)                | 1880                 | Drei Lieder für Tenorstimme und Klavier: 1. "Im Lenz" 2. "Winterlied" 3. "Maitanz im Grünen" | Tre lieder per tenore e pianoforte                                                                                   | tenore e pianoforte                                                                                | Brno, 30 settembre 1934 (postuma, trasmissione radio)                                                                | testi di Mahler | [ 1 ] [ 10 ] [ 11 ]         |
| Canzone                           | 1880–1883            | Frühlingsmorgen | | voce e pianoforte                                                                                  | Budapest, 13 novembre 1889                                                                                           | testo di Richard von Volkmann; pubblicata in Lieder und Gesänge, Volume I | [ 10 ] [ 11 ] [ 12 ]        |
| Canzone                           | 1880–1883            | Erinnerung | | voce e pianoforte                                                                                  | Budapest, 13 novembre 1889                                                                                           | testo di Richard von Volkmann; pubblicata in Lieder und Gesänge, Volume I | [ 10 ] [ 11 ] [ 13 ]        |
| Canzone                           | 1880–1883            | Hans und Grethe | | voce e pianoforte                                                                                  | Praga, 18 aprile 1886                                                                                                | testo di Mahler; riadattamento di "Maitanz im Grünen" (da Drei Lieder, 1880); pubblicata in Lieder und Gesänge, Volume I                                                      | [ 10 ] [ 11 ] [ 13 ]        |
| Canzone                           | 1880–1883            | Serenade aus Don Juan | | voce e pianoforte                                                                                  | Lipsia, 28 ottobre 1887                                                                                              | testo di Tirso de Molina; pubblicata in Lieder und Gesänge, Volume I | [ 10 ] [ 11 ] [ 14 ]        |
| Canzone                           | 1880–1883            | Phantasie aus Don Juan | | voce e pianoforte                                                                                  | Lipsia, 28 ottobre 1887                                                                                              | testo di Tirso de Molina; pubblicata in Lieder und Gesänge, Volume I | [ 10 ] [ 11 ] [ 14 ]        |
| Sinfonia                          | 1882–1883            | | Sinfonia in La minore                                                                                                | orchestra                                                                                          | mai eseguita | perduta; probabilmente una versione rimaneggiata della sinfonia rifiutata da Hellmesberger                                                                                    | [ 15 ]                      |
| Canzoni (raccolta)                | 1883–1885            | Lieder eines fahrenden Gesellen: 1. "Wenn mein Schatz Hochzeit macht" 2. "Ging heut Morgen übers Feld" 3. "Ich hab'ein glühend Messer" 4. "Die zwei blauen Augen von meinem Schatz"                                      | "Canti di un giovane in viaggio"                                                                                     | voce e piano/orchestra                                                                             | Berlino, 16 marzo 1896 (con orchestra)                                                                               | adattamento di 4 poesie di Mahler; inizialmente accompagnate con pianoforte, versione per orchestra composta tra il 1891 e il 1895                                            | [ 11 ] [ 16 ] [ 17 ] [ 18 ] |
| Opera                             | 1884                 | Der Trompeter von Säckingen | Il trombettiere di Säckingen                                                                                         | orchestra                                                                                          | Kassel, 23 giugno 1884                                                                                               | gran parte della musica perduta; il primo numero divenne l'andante "Blumine" delle prime versioni della Sinfonia n. 1                                                         | [ 16 ] [ 19 ] [ 20 ]        |
| Sinfonia                          | 1884–1888            | 1. Sinfonie D-Dur | Sinfonia n. 1 in Re maggiore                                                                                         | orchestra                                                                                          | Budapest, 20 novembre 1889 (versione con 5 movimenti)                                                                | nata come poema sinfonico e intitolata Titan ("Titano"), titolo poi rimosso; composta inizialmente da 5 movimenti, nelle revisioni del 1893-94 l'andante Blumine fu eliminato | [ 16 ] [ 21 ] [ 22 ]        |
| Opera                             | 1886–1887            | Die drei Pintos | I tre Pinto | voci e orchestra                                                                                   | Lipsia, 20 gennaio 1888                                                                                              | completamento dell'opera di Carl Maria von Weber a partire dagli abbozzi di Weber e da altre opere minori                                                                     | [ 3 ] [ 19 ]                |
| Canzone                           | 1887–1890            | Um schlimme Kinder artig zu machen | | voce e pianoforte                                                                                  | Monaco di Baviera, 1899–1900                                                                                         | testo tratta da Des Knaben Wunderhorn; lied pubblicato in Lieder und Gesänge, Volume II                                                                                       | [ 16 ] [ 21 ] [ 23 ]        |
| Canzone                           | 1887–1890            | Ich ging mit Lust durch einem grünen Wald | | for voice and piano                                                                                | Stoccarda, 13 dicembre 1907                                                                                          | testo tratto da Des Knaben Wunderhorn; lied pubblicato in Lieder und Gesänge, Volume II                                                                                       | [ 16 ] [ 21 ] [ 24 ]        |
| Canzone                           | 1887–1890            | Aus! Aus! | | voce e pianoforte                                                                                  | Amburgo, 29 aprile 1892                                                                                              | testo tratto da Des Knaben Wunderhorn; lied pubblicato in Lieder und Gesänge, Volume II                                                                                       | [ 16 ] [ 21 ] [ 25 ]        |
| Canzone                           | 1887–1890            | Starke Einbildungskraft | | voce e pianoforte                                                                                  | Stoccarda, 13 dicembre 1907                                                                                          | testo tratto da Des Knaben Wunderhorn; lied pubblicato in Lieder und Gesänge, Volume II                                                                                       | [ 16 ] [ 21 ] [ 26 ]        |
| Canzone                           | 1887–1890            | Zu Strassburg auf der Schanz | | voce e pianoforte                                                                                  | Helsinki, novembre 1906                                                                                              | testo tratto da Des Knaben Wunderhorn; lied pubblicato in Lieder und Gesänge, Volume III                                                                                      | [ 16 ] [ 21 ] [ 26 ]        |
| Canzone                           | 1887–1890            | Ablösung im Sommer | | voce e pianoforte                                                                                  | Vienna, 29 gennaio 1905                                                                                              | testo tratto da Des Knaben Wunderhorn; lied pubblicato in Lieder und Gesänge, Volume III; una versione orchestrale del lied è usata come 3° movimento della Sinfonia n. 3     | [ 16 ] [ 21 ] [ 27 ]        |
| Canzone                           | 1887–1890            | Scheiden und Meiden | | voce e pianoforte                                                                                  | Budapest, 13 novembre 1889                                                                                           | testo tratto da Des Knaben Wunderhorn; lied pubblicato in Lieder und Gesänge, Volume III                                                                                      | [ 16 ] [ 21 ] [ 27 ]        |
| Canzone                           | 1887–1890            | Nicht wiedersehen! | | voce e pianoforte                                                                                  | Amburgo, 29 aprile 1892                                                                                              | testo tratto da Des Knaben Wunderhorn; lied pubblicato in Lieder und Gesänge, Volume III                                                                                      | [ 16 ] [ 21 ] [ 28 ]        |
| Canzone                           | 1887–1890            | Selbstgefühl | | voce e pianoforte                                                                                  | Vienna, 15 febbraio 1900                                                                                             | testo tratto da Des Knaben Wunderhorn; lied pubblicato in Lieder und Gesänge, Volume III                                                                                      | [ 16 ] [ 21 ] [ 29 ]        |
| Musica sinfonica                  | 1888                 | Blumine | | orchestra                                                                                          | Budapest, 20 novembre 1889 (come parte della Sinfonia n. 1)                                                          | inizialmente utilizzato come 2º movimento della Sinfonia n. 1, eliminato nel 1893                                                                                             | [ 30 ]                      |
| Poema sinfonico                   | 1888                 | Totenfeier | ("celebrazione della morte")                                                                                         | orchestra                                                                                          | Berlino, 16 marzo 1896                                                                                               | divenne in seguito il 1º movimento della Sinfonia n. 2 | [ 31 ]                      |
| Sinfonia corale                   | 1888–1894            | 2. Sinfonie c-Moll / "Auferstehungssinfonie" | Sinfonia n. 2 in Do minore "Resurrezione"                                                                            | soprano, contralto, coro misto, organo e orchestra                                                 | Berlino, 4 marzo 1895 (1º, 2º e 3º movimento); Berlino, 13 dicembre 1895 (completa)                                  | 5 movimenti. 1° mov.: poema sinfonico Totenfeier; 4° mov.: lied "Urlicht" da Des Knaben Wunderhorn; 5º mov.: testo di Mahler e Friedrich Gottlieb Klopstock                   | [ 16 ] [ 21 ] [ 32 ]        |
| Canzone                           | 1892                 | Urlicht | | voce e pianoforte/orchestra                                                                        | Berlino, 13 dicembre 1895 (parte della Sinfonia n. 2)                                                                | testo tratto da Des Knaben Wunderhorn; riorchestrato nel luglio 1893 e inserito nella Sinfonia n. 2 come 4º movimento                                                         | [ 16 ] [ 33 ] [ 34 ]        |
| Canzone                           | 1892                 | Das himmlische Leben | | voce e pianoforte/orchestra                                                                        | Amburgo, 27 ottobre 1893 (con orchestra)                                                                             | testo tratto da Des Knaben Wunderhorn; usato come 4º movimento della Sinfonia n. 4; titolo originale della poesia: "Der Himmel hängtvoll Geigen"                              | [ 16 ] [ 35 ]               |
| Canzone                           | 1892                 | Der Schildwache Nachtlied | | voce e pianoforte/orchestra                                                                        | Berlino, 12 dicembre 1892 (con orchestra)                                                                            | testo tratto da Des Knaben Wunderhorn | [ 16 ] [ 21 ] [ 36 ]        |
| Canzone                           | 1892                 | Verlor'ne Müh | | voce e pianoforte/orchestra                                                                        | Berlino, 12 dicembre 1892 (con orchestra)                                                                            | testo tratto da Des Knaben Wunderhorn | [ 16 ] [ 21 ] [ 36 ]        |
| Canzone                           | 1892                 | Trost im Unglück | | voce e pianoforte/orchestra                                                                        | Amburgo, 27 ottobre 1893 (con orchestra)                                                                             | testo tratto da Des Knaben Wunderhorn | [ 16 ] [ 21 ] [ 36 ]        |
| Canzone                           | 1892                 | Wer hat dies Liedlein erdacht? | | voce e pianoforte/orchestra                                                                        | Amburgo, 27 ottobre 1893 (con orchestra)                                                                             | testo tratto da Des Knaben Wunderhorn | [ 16 ] [ 21 ] [ 36 ]        |
| Canzone                           | 1892–1893            | Das irdische Leben | | voce e pianoforte/orchestra                                                                        | Vienna, 14 gennaio 1900 (con orchestra)                                                                              | testo tratto da Des Knaben Wunderhorn | [ 16 ] [ 21 ] [ 36 ]        |
| Canzone                           | 1893                 | Des Antonius von Padua Fischpredigt | | voce e pianoforte/orchestra                                                                        | Vienna, 29 gennaio 1905 (con orchestra)                                                                              | testo tratto da Des Knaben Wunderhorn; versione orchestrale usata come 3° movimento della Sinfonia n. 2                                                                       | [ 16 ] [ 21 ] [ 36 ]        |
| Canzone                           | 1893                 | Rheinlegendchen | | voce e pianoforte/orchestra                                                                        | Amburgo, 27 ottobre 1893 (con orchestra)                                                                             | testo tratto da Des Knaben Wunderhorn | [ 16 ] [ 21 ] [ 36 ]        |
| Sinfonia corale                   | 1893–1896            | 3. Sinfonie d-Moll | Sinfonia n. 3 in Re minore                                                                                           | contralto, coro femminile, coro di bambini e orchestra                                             | Krefeld, 9 giugno 1902                                                                                               | 6 movimenti. 4º mov.: "O Mensch! Gib acht!" da Così parlò Zarathustra (Friedrich Nietzsche); 5º mov: "Es sungen drei Engel" da Des Knaben Wunderhorn                          | [ 3 ] [ 16 ] [ 21 ] [ 37 ]  |
| Canzone                           | 1895                 | Es sungen drei Engel | | voce e pianoforte/orchestra                                                                        | Krefeld, 9 giugno 1902 (come parte della Sinfonia n. 3)                                                              | testo tratto da Des Knaben Wunderhorn; composto per essere usato come 5º movimento Sinfonia n. 3; versione per pianoforte pubblicata nel 1899                                 | [ 16 ] [ 33 ] [ 37 ]        |
| Canzone                           | 1896                 | Lob des hohen Verstandes | | voce e pianoforte/orchestra                                                                        | Vienna, 18 gennaio 1906                                                                                              | testo tratto da Des Knaben Wunderhorn | [ 16 ] [ 21 ] [ 36 ]        |
| Canzone                           | 1898                 | Lied des Verfolgten im Turm | | voce e pianoforte/orchestra                                                                        | Vienna, 29 gennaio 1905 (con orchestra)                                                                              | testo tratto da Des Knaben Wunderhorn | [ 16 ] [ 21 ] [ 36 ]        |
| Canzone                           | 1898                 | Wo die schönen Trompeten blasen | | voce e pianoforte/orchestra                                                                        | Vienna, 14 gennaio 1900 (con orchestra)                                                                              | testo tratto da Des Knaben Wunderhorn | [ 16 ] [ 21 ] [ 36 ]        |
| Canzone                           | 1899                 | Revelge | | voce e pianoforte/orchestra                                                                        | Vienna, 29 gennaio 1905                                                                                              | testo tratto da Des Knaben Wunderhorn; lied pubblicato assieme ai Rückert-lieder come Sieben Lieder aus letzter Zeit ("Ultimi sette canti")                                   | [ 33 ] [ 38 ] [ 39 ]        |
| Sinfonia (con voce solista)       | 1899–1900            | 4. Sinfonie G-Dur | Sinfonia n. 4 in Sol maggiore                                                                                        | soprano e orchestra                                                                                | Monaco di Baviera, 25 novembre 1901                                                                                  | 4 movimenti; revisionata 1901–10; 4° mov.: "Das himmlische Leben" da Des Knaben Wunderhorn, composto nel 1892, originariamente destinato alla Sinfonia n. 3                   | [ 16 ] [ 33 ] [ 40 ]        |
| Canzone                           | 1901                 | Der Tamboursg'sell | | voce e pianoforte/orchestra                                                                        | Vienna, 29 gennaio 1905                                                                                              | testo tratto da Des Knaben Wunderhorn; lied pubblicato assieme ai Rückert-lieder come Sieben Lieder aus letzter Zeit ("Ultimi sette canti")                                   | [ 33 ] [ 38 ] [ 39 ]        |
| Canzone                           | 1901                 | Blicke mir nicht in die Lieder | | voce e pianoforte/orchestra                                                                        | Vienna, 29 gennaio 1905                                                                                              | testo di Friedrich Rückert | [ 33 ] [ 38 ] [ 41 ]        |
| Canzone                           | 1901                 | Ich atmet' einen linden Duft | | voce e pianoforte/orchestra                                                                        | Vienna, 29 gennaio 1905                                                                                              | testo di Friedrich Rückert | [ 33 ] [ 38 ] [ 41 ]        |
| Canzone                           | 1901                 | Ich bin der Welt abhanden gekommen | | voce e pianoforte/orchestra                                                                        | Vienna, 29 gennaio 1905                                                                                              | testo di Friedrich Rückert | [ 33 ] [ 38 ] [ 41 ]        |
| Canzone                           | 1901                 | Um Mitternacht | | voce e pianoforte/orchestra                                                                        | Vienna, 29 gennaio 1905                                                                                              | testo di Friedrich Rückert | [ 33 ] [ 38 ] [ 41 ]        |
| Sinfonia                          | 1901–1902            | 5. Sinfonie | Sinfonia n. 5 | orchestra                                                                                          | Colonia, 18 ottobre 1904                                                                                             | 5 movimenti; più volte revisionata | [ 33 ] [ 38 ] [ 42 ]        |
| Canzoni (raccolta)                | 1901–1904            | Kindertotenlieder 1. "Nun will die Sonn' so hell aufgeh'n" 2. "Nun seh' ich wohl, warum so dunkle Flammen" 3. "Wenn dein Mütterlein" 4. "Oft denk' ich, sie sind nur ausgegangen" 5. "In diesem Wetter, in diesem Braus" | "Canti per i bambini morti"                                                                                          | voce e orchestra                                                                                   | Vienna, 29 gennaio 1905                                                                                              | testi di Friedrich Rückert | [ 33 ] [ 38 ] [ 43 ]        |
| Canzone                           | 1902                 | Liebst du um Schönheit | | voce e pianoforte/orchestra                                                                        | Vienna, 8 febbraio 1907                                                                                              | testo di Friedrich Rückert; Mahler rinunciò all'orchestrazione di questo lied, che fu completata da Max Puttmann                                                              | [ 38 ] [ 41 ] [ 44 ]        |
| Sinfonia                          | 1903–1904            | 6. Sinfonie a-Moll | Sinfonia n. 6 in La minore                                                                                           | orchestra                                                                                          | Essen, 27 maggio 1906                                                                                                | 4 movimenti; revisionata a partire dal 1906; conosciuta anche come Tragische ("Tragica")                                                                                      | [ 33 ] [ 38 ] [ 45 ]        |
| Sinfonia                          | 1904–1905            | 7. Sinfonie | Sinfonia n. 7 | orchestra                                                                                          | Praga, 19 settembre 1908                                                                                             | 5 movimenti; revisionata a partire dal 1905; conosciuta anche come Lied der Nacht ("Canto della notte")                                                                       | [ 33 ] [ 38 ] [ 46 ]        |
| Sinfonia corale                   | 1906–1907            | 8. Sinfonie Es-Dur 1. Teil: Hymnus „Veni, creator spiritus“ 2. Teil: Schlußszene von Goethes „Faust II“ | Sinfonia n. 8 in Mi diesis maggiore Parte I: Inno "Veni Creator Spiritus" Parte II: Scena finale del Faust di Goethe | 3 soprani, 2 contralti, tenore, baritono, basso, 2 cori misti, coro di bambini, organo e orchestra | Monaco di Baviera, 12 e 13 settembre 1910                                                                            | anche conosciuta come Sinfonie der Tausend ("Sinfonia dei mille") | [ 6 ] [ 38 ] [ 47 ]         |
| Musica sinfonica con voci soliste | 1908–1909            | Das Lied von der Erde | "Il canto della Terra"                                                                                               | contralto o baritono, tenore e orchestra                                                           | Monaco di Baviera, 20 novembre 1911 (postuma)                                                                        | ciclo di 6 canti; testo tratto da poesie cinesi antiche tradotte in tedesco da Hans Bethge                                                                                    | [ 6 ] [ 38 ] [ 48 ]         |
| Sinfonia                          | 1909–1910            | 9. Sinfonie | Sinfonia n. 9 | orchestra                                                                                          | Vienna, 26 giugno 1912 (postuma)                                                                                     | 4 movimenti | [ 6 ] [ 38 ] [ 49 ]         |
| Sinfonia                          | 1910                 | 10. Sinfonie Fis-Dur | Sinfonia n. 10 in Fa diesis maggiore                                                                                 | orchestra                                                                                          | Vienna, 12 ottobre 1924 (postuma, solo 1º e 3º movimento); versione completa di Deryck Cooke: Londra, 13 agosto 1964 | incompiuta; Mahler abbozzò 5 movimenti ma ne orchestrò solo i primi tre; oltre alla versione di Cooke, ne sono state registrate altre 5 fino al 2010                          | [ 6 ] [ 38 ] [ 50 ] [ 51 ]  |

## Arrangiamenti ed edizioni
Come direttore d’orchestra, Mahler riarrangiò numerose opere di importanti compositori, tra cui Bach, Beethoven e Schumann. Compose anche una versione per orchestra di archi del Quartetto n. 11 di Beethoven e del quartetto La morte e la fanciulla di Schubert, e un arrangiamento per pianoforte a quattro mani della Sinfonia n. 3 di Bruckner.